# Dídac Vilà
Dídac Vilà Rosselló, född 9 juni 1989 i Spanien, är en fotbollsspelare som spelar som vänsterback i RCD Espanyol. 
Han började sin karriär i RCD Espanyol B, för att sedan gå vidare till A-laget den 30 januari 2010. Den 28 januari 2011 köptes han av AC Milan.

### Webbkällor
- FIFA.com